# Medúlla

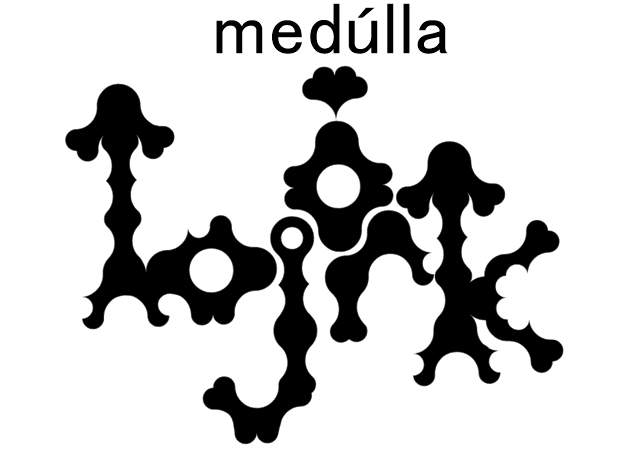
Logo

Medúlla ist das fünfte Studioalbum der isländischen Sängerin Björk. Es erschien im August 2004 auf dem Independent-Label One Little Indian Records.

## Musikstil
Es unterscheidet sich wesentlich von ihren vorangegangenen Alben, indem es fast vollständig a cappella gehalten ist – es kommt fast nur die menschliche Stimme zum Einsatz (Ausnahmen: ein Klavier auf Ancestor, ein Bass-Synthesizer auf Who Is It und ein Gong auf Pleasure is All Mine). Laut Björks eigenen Angaben habe ihre Schwangerschaft viel dazu beigetragen, „physischer“ zu arbeiten. Prägend war auch die Zusammenarbeit mit anderen Vokalkünstlern wie Shlomo, Mike Patton, Robert Wyatt, Tanya Tagaq, Rahzel und Dokaka.
Es werden die verschiedensten Vokaltechniken wie Chorgesang, Beatboxing und Obertongesang verwendet. Teilweise finden sich auch elektronisch verfremdete Stimmen als Samples auf dem Album, etwa auf Desired Constellation.
Wie auf früheren Björk-Alben war Mark Bell (bekannt von der Band LFO) an der Programmierung und der Produktion beteiligt.
Der Song Sonnets/Unrealities XI ist eine Vertonung des Gedichts it may not always be so; and i say des US-amerikanischen Dichters E. E. Cummings (1894–1962).
Das Stück Oceania wurde vom Internationalen Olympischen Komitee in Auftrag gegeben und von Björk bei der Eröffnungsfeier der Olympischen Sommerspiele 2004 aufgeführt.
Vökuró ist ein isländisches Volkslied.
Medúlla, der Titel des Albums, ist die lateinische Bezeichnung für Knochen- oder Gehirn-Mark.

## Rezeption
Das experimentelle Album wurde der Presse überwiegend positiv aufgenommen. 2005 wurde Medúlla in den Kategorien Best Alternative Music Album und Best Female Pop Vocal Performance für zwei Grammys nominiert.
Es wurde in die 1001 Albums You Must Hear Before You Die aufgenommen, wird jedoch in neueren Ausgaben nicht mehr aufgeführt.

## Titelliste
1. Pleasure Is All Mine – 3:26
2. Show Me Forgiveness – 1:23
3. Where Is The Line – 4:41
4. Vökuró – 3:14
5. Öll Birtan – 1:52
6. Who Is It (Carry My Joy On The Left Carry My Pain On the Right) – 3:57
7. Submarine – 3:13
8. Desired Constellation – 4:55
9. Oceania – 3:24
10. Sonnets / Unrealities XI – 1:59
11. Ancestors – 4:08
12. Mouth’s Cradle – 3:59
13. Miðvikudags – 1:24
14. Triumph Of A Heart – 4:04

In Japan erschien das Album mit einem Bonustrack, dem Lied „Komið“.